# Hypersexualität
Hypersexualität ist ein in der Medizin, Psychotherapie, klinischer Psychologie und Sexualwissenschaft gebräuchlicher Begriff. Er bezeichnet sowohl ein erhöhtes sexuelles Verlangen als auch ein gesteigertes sexuell motiviertes Handeln. Hypersexualität kann unterschiedliche Ursachen (körperliche wie psychische) haben. Umgangssprachlich wird eher der Begriff Sexsucht verwendet. Ob es sich bei der Hypersexualität um eine psychische Störung handelt, ist umstritten und hängt vom individuellen Leidensdruck der Person ab.
Die Weltgesundheitsorganisation (WHO) ordnet die Zwanghafte sexuelle Verhaltensstörung in der ICD-11 als Störung der Impulskontrolle ein und erkennt sie damit als psychische Störung an. Diese beschreibt, dass Patienten durch Muster des Unvermögens gekennzeichnet sind, intensive, sich wiederholende sexuelle Impulse oder Triebe zu kontrollieren, was zu einem repetitiven Sexualverhalten führt.
Das Gegenteil wird unter Sexuelle Appetenzstörung beschrieben.

## Einordnung nach ICD-10 und DSM
Im medizinischen Diagnosesystem der Weltgesundheitsorganisation (dem ICD-10) kann die Hypersexualität unter verschiedenen Diagnoseschlüsseln kodiert werden. Die wichtigsten werden unter dem Kapitel F52 („Sexuelle Funktionsstörungen, nicht verursacht durch eine organische Störung oder Krankheit“) erwähnt:
- F52.7 als „Gesteigertes sexuelles Verlangen“ bzw. als Satyriasis (Mann) oder Nymphomanie (Frau)
- F52.8 als „Sonstige sexuelle Funktionsstörung, nicht verursacht durch eine organische Störung oder Krankheit“
- F52.9 als „Nicht näher bezeichnete sexuelle Funktionsstörung, nicht verursacht durch eine organische Störung oder Krankheit“
- F63.8 als „Störung der Impulskontrolle“

Im Gegensatz zu den Vorgängerversionen DSM-IV und DSM-IV-TR, bei denen eine Diagnose zur Hypersexualität jeweils vorhanden war, wird die Diagnose in den aktuellen DSM-5 und DSM-5-TR nicht mehr aufgeführt.

## ICD-11
Die Zwanghafte sexuelle Verhaltensstörung ist von der Weltgesundheitsorganisation (WHO) als psychische Krankheit anerkannt. In der 2022 in Kraft getretenen ICD-11 ist sie unter 6C72 als „Zwanghafte sexuelle Verhaltensstörung“ aufgeführt. Sie wird den Impulskontrollstörungen zugeordnet und wie folgt beschrieben:
„Die zwanghafte sexuelle Verhaltensstörung ist durch ein anhaltendes Muster des Unvermögens gekennzeichnet, intensive, sich wiederholende sexuelle Impulse oder Triebe zu kontrollieren, was zu einem repetitiven Sexualverhalten führt. Zu den Symptomen gehören u. a.,
- dass wiederholte sexuelle Aktivitäten so sehr in den Mittelpunkt des Lebens der Person rücken, dass Gesundheit und Körperpflege oder andere Interessen, Aktivitäten und Verantwortlichkeiten vernachlässigt werden,
- dass es zahlreiche erfolglose Bemühungen gibt, das repetitive Sexualverhalten zu reduzieren, und
- dass das repetitive Sexualverhalten trotz negativer Konsequenzen fortgesetzt wird, obwohl wenig bis keine sexuelle Befriedigung daraus folgt.

Das Muster des Unvermögens, intensive sexuelle Impulse oder Triebe und das daraus resultierende repetitive Sexualverhalten zu kontrollieren, zeigt sich über einen längeren Zeitraum (z. B. sechs Monate oder länger) und verursacht ausgeprägten Leidensdruck oder bedeutsame Beeinträchtigungen in persönlichen, familiären, sozialen, ausbildungsbezogenen, beruflichen oder anderen wichtigen Funktionsbereichen.
Sollte ein Leidensdruck durch moralische Auffassungen oder eine Ablehnung sexueller Impulse, Triebe oder Verhaltensweisen generell bestehen, so genügt dies nicht, um diese Diagnosekriterien zu erfüllen.“
In einem Zusatzhandbuch sind weitere Details beschrieben. Beispielsweise könne unter anderem übermäßiger Pornokonsum oder Telefonsex dazu zählen, wenn Betroffene intensive, wiederkehrende Sexualimpulse über längere Zeiträume nicht kontrollieren können und dies ihr Familien- oder Arbeitsleben oder das Sozialverhalten beeinflusst.

## Begriffsentwicklung
Historisch haben sich zunächst die Begriffe Satyriasis bzw. „Donjuanismus“ des Mannes und Nymphomanie der Frau entwickelt. Das Phänomen eines süchtigen sexuellen Erlebens wurde in der Literatur verschiedentlich beschrieben. Medizinisch wurde es erstmals von den beiden französischen Psychiatern Jean Étienne Esquirol und Philippe Pinel (ca. 1830) als Störung gesehen und mit „Erotomanie“ bezeichnet. Richard von Krafft-Ebing führte es 1896 im weltweit ersten wissenschaftlichen Lehrbuch über Störungen auf, wo es „sexuelle Hyperästhesie“ genannt wird. Sexualsucht, Hyperlibido, Hypererotizismus, Sexualzwang und Sexualabhängigkeit sind einige der benutzten Begrifflichkeiten, die seither gefunden wurden, um dieses Phänomen zu benennen.
Was Alfred Charles Kinsey (1894–1956) 1953 im Kinsey-Report ironisch über die Nymphomanie sagte („Jemand, der mehr Sex will als Sie“), gilt entsprechend abgewandelt auch für die Hypersexualität: Eine Hypersexualität kann bei einer Person festgestellt werden, die mehr Sex hat als Sie. Dennoch bleibt festzustellen: Bei der „Hypersexualität“ kann es sich – sofern die Fallstricke einer subjektiven Wertung bei deren Diagnose erkannt wurden – um eine Störung handeln, die ein befriedigendes Leben des Betroffenen aufgrund vielfältiger Ursachen eventuell verhindert – auch wenn in ähnlich erscheinenden Fällen der Lustgewinn aller Beteiligten erhöht ist.
Martin Kafka, Psychiater von der Harvard Medical School, definierte Menschen „mit scheinbar wissenschaftlicher Präzision“ als „sexabhängig“, die über einen Zeitraum von sechs Monaten wöchentlich mindestens sieben Orgasmen haben und sich täglich „ein bis zwei Stunden mit solchen Aktivitäten beschäftigen“. Er schränkt allerdings ein, als pathologisch seien nur solche Personen einzustufen, deren sexuelle Phantasien und Verhaltensweisen so viel Raum einnehmen, dass sie für sonstige, nichtsexuelle Aktivitäten und Pflichten kaum noch Zeit finden; entscheidend sei der mit dem übersteigerten sexuellen Verlangen verbundene Leidensdruck.
Der Begriff Hypersexualität wird heute von einigen Sexualwissenschaftlern abgelehnt, da eine Quantifizierung von sexuellen Motivationen oder Handlungsweisen nach deren Meinung als alleinige Grundlage für eine Normierung des Verhaltens im Bereich der Sexualität nicht ausschließlich herangezogen werden sollte. Ungeachtet dessen ist die Anzahl von sexuellen Handlungen am Tage oder innerhalb einer Woche in den meisten Fällen ein zuverlässiger Indikator für das Krankheitsbild der Hypersexualität.

## Symptome und Diagnose
Hypersexualität ist eine insbesondere bei jüngeren Patienten häufig auftretende Nebenwirkung von Dopaminagonisten, einer sehr verbreiteten Medikamentengruppe zur Behandlung der Parkinson-Krankheit, in geringerem Maße auch von L-Dopa, dem Standardmedikament zur Parkinson-Therapie.
Als Folge von Veranlagung oder Verletzung haben Menschen mit dem Klüver-Bucy-Syndrom oft einen übersteigerten Sexualtrieb.
Ebenso kann in gewissen Fällen eine Hypersexualitäts-Symptomatik auftreten in den Wachphasen des Kleine-Levin-Syndroms.
Als Symptome gelten übermäßige Masturbation, übermäßige Sexualkontakte (Promiskuität) bis hin zum (von manchen Therapeuten) konstatierten suchtartigen Sexualverhalten (z. B. Internetsexsucht, Cybersex). Dies alles gehe so weit, dass Familie, Beruf und sexfreie soziale Kontakte vernachlässigt werden. Im Gegensatz zu stofflichen Süchten wie z. B. Alkoholismus zeigt sich die sogenannte Sexsucht selten über körperliche Auswirkungen, sondern häufig in erster Linie über negative soziale Folgen wie beispielsweise Konflikte in der Partnerschaft, finanzielle Belastungen oder berufliche Folgen.

## Zum Begriff „Sexsucht“
Der Begriff „Sexsucht“ wird häufig synonym zum Begriff Hypersexualität gebraucht. Christian Schulte-Cloos definiert diese Form der nichtstofflichen Süchte als „ein außer Kontrolle geratenes Verhalten, das einhergeht mit den klassischen Anzeichen für Sucht – Besessenheit, Machtlosigkeit und die Benutzung von Sex als Schmerzmittel“.
Vor allem in den Vereinigten Staaten wird „Sexsucht“ insbesondere von konservativen Kreisen als eigenständiges Krankheitsbild propagiert und auch dort kontrovers diskutiert. Peer Briken, Direktor des Instituts für Sexualforschung und Forensische Psychiatrie am Universitätsklinikum Hamburg-Eppendorf, sagte, dass es „selbst unter Therapeuten, die sich auf die Behandlung sexueller Probleme spezialisiert haben“ kaum Übereinstimmungen gebe, „wie man eine Sexsucht diagnostizieren könnte“.

## Sexaholiker
Als Sexaholiker oder Sexsüchtige werden Menschen bezeichnet, die sich in einer Art oder Intensität mit Sex beschäftigen, dass sie darunter leiden. Auch ihre sozialen Kontakte und ihr Berufsleben können dadurch beeinträchtigt sein. Sex wird vom Sexaholiker dazu benutzt, um Isolation, Einsamkeit, Unsicherheit, Angst und Spannung zu verringern, um Gefühle zuzudecken, oder um sich lebendig zu fühlen. Entscheidendes Merkmal ist der fortwährende Kontrollverlust über das eigene Verhalten (auch als eine nicht-stoffliche Sucht bezeichnet). Einige mögliche Erscheinungsformen des unkontrollierbaren Verhaltens betreffen: Masturbieren, Sex-Videos und Sex-Computerspiele, Sex mit Prostituierten, Voyeurismus und Exhibitionismus.

## Therapie
Es gibt bisher keine speziell auf Hypersexualität zugeschnittene, wissenschaftlich anerkannte Therapie. Es gibt aber eine spezielle Psychotherapie beziehungsweise Sexualtherapie (Aufbau-Studiengang an der Universität Hamburg-Eppendorf) und auch Sexualberatung (Ausbildung an der Universität Merseburg), deren Ansätze gut zur Behandlung von Hypersexualität geeignet sind. Es gibt in Deutschland nur wenige ausgebildete Sexualtherapeuten, und nicht alle haben eine Kassenzulassung. Forscher an der Justus-Liebig-Universität Gießen arbeiten über die angeschlossene Hochschulambulanz seit Jahren mit Patienten, die unter Hypersexualität leiden und entwickeln aktuell ein Therapiemanual, das speziell auf diese Erkrankung zugeschnitten ist.
Betroffene Menschen haben sich an vielen Orten auch zu Selbsthilfegruppen zusammengeschlossen. Dazu gehören die Anonymen Sexaholiker (AS) und Anonyme Sex- und Liebessüchtige (englisch Sex and Love Addicts Anonymous (SLAA)), die beide nach dem 12-Schritte-Programm arbeiten.

## Sexsucht als Thema im Film und in TV-Serien
Eine Auswahl von Filmen, die sich mit dem Thema beschäftigen:
- Agnes und seine Brüder (Regie: Oskar Roehler, Deutschland 2004)
- Choke – Der Simulant (Regie: Clark Gregg, USA 2008)
- Shame (Regie: Steve McQueen, Vereinigtes Königreich 2011)
- Thanks for Sharing – Süchtig nach Sex (Regie: Stuart Blumberg, USA 2012)
- Nymphomaniac (Regie: Lars von Trier, Dänemark, Deutschland, Frankreich, Belgien, Großbritannien 2013)

TV-Serien mit Folgen über Sexsucht:
- In Folge 86, Eine liebenswerte Nichte (Originaltitel: Who Was That Mashed Man?), der Serie Harrys wundersames Strafgericht besucht Kitty (Teri Hatcher), die Nichte des Staatsanwalts Daniels, das Gericht. Ausgerechnet Frauenheld Dan soll sich während ihres Aufenthaltes um sie kümmern, darf sie aber nicht "anrühren" -- leichter gesagt als getan, den Kitty ist nicht nur sehr attraktiv, sondern auch Nymphomanin, und sie beginnt sofort, sich an Dan heranzumachen.
- In Folge 185, Die scharfe Schwiegermutter (Originaltitel: Woody or Won’t He), der Serie Cheers lernt Woody Roxanne (Melendy Britt), die Mutter seiner High-Society-Freundin Kelly (Jackie Swanson), kennen. Die attraktive Jetset-Dame versucht, Woody zu verführen. Später erzählt Kelly Woody, ihre Mutter flirte sehr gerne, "zum Spaß und weil es sie jung halte", habe mit allen ihren Freunden geflirtet, und nur er habe ihr widerstehen können. Sie gibt ihm einen Brief von Roxanne, der wie sie glaubt, ein Entschuldigungsschreiben ist, in dem aber nur steht, dass Roxanne immer noch an Woody interessiert sei.
- In Folge 224, Am Rande des Wahnsinns (Originaltitel: Love Conquers Al), der Serie Eine schrecklich nette Familie verspricht Kelly ihrem Bruder Bud ein Date mit ihrer Freundin Fawn (Lisa Boyle), dem Mädchen, "das im 'Guinness-Buch der Rekorde' unter 'Sex' steht" (im Original: dessen Spitzname "Fawn, Fawn, let's get it on" ["Fawn, Fawn, gehen wir's an"] ist), wenn er während ihres Dates mit ihrem Freund Carlos dessen Cousine Esmeralda (Christina Solis) Gesellschaft leistet. Zu Kellys Enttäuschung erweist sich Carlos als zurückhaltender Gentleman, aber zu Buds Freude ist Esmeralda dagegen gierig nach Sex, und zwar so sehr, dass Bud zu erschöpft und gar nicht mehr in Stimmung ist, als Fawn dann bei ihm zuhause auftaucht. Die ewig sexhungrige Fawn verkündet nach einem Blick auf ihre Armbanduhr aber, schon seit 15 Minuten keinen Sex mehr gehabt zu haben, und zerrt den panischen Bud in den Keller, wo sie es mit ihm tun will.
- In Folge 45, Andere Sterne, andere Sitten (Originaltitel: Manhunt), der Serie Raumschiff Enterprise – Das nächste Jahrhundert kommt Counselor Deanna Trois Mutter Lwxana (Majel Barrett) an Bord der Enterprise, um zu einer Konferenz zu fliegen. Die ohnehin äußerst flirt- und sexlustige, extrovertierte Dame durchlebt gerade die "Phase", einen Zeitraum, in dem sich die Libido der Betazoid-Frauen um das Vierfache oder noch mehr vergrößert. Sie versucht, Captain Picard zu verführen, was diesen in eine missliche Lage bringt, da er nicht an ihr interessiert ist, aber sie, die immerhin Botschafterin ihres Planeten ist, auch nicht beleidigen will, und ihn zur Flucht auf das Holodeck veranlasst. Lwaxana macht sich daraufhin an Commander Riker heran und flirtet schließlich sogar - unwissentlich - mit einer Holodeckfigur.
- In Folge 39, Floppy ist eifersüchtig (Originaltitel: The Temptation of Jack), der Serie Auf schlimmer und ewig hat es Sable O’Brien (Kristanna Loken) geschafft, Tiffany den Rang als beliebtestes Mädchen der Schule abzulaufen und ihr alle Freunde auszuspannen. Nun versucht sie auch noch, sich in Tiffanys Familie einzuschmeicheln. Sie täuscht Tiffanys Bruder Ryan vor, seine Freundin zu sein, benutzt ihn aber nur als Sklaven und Fußabtreter, und nennt Mutter Jennie, die begeistert ist, dass Ryan endlich eine Freundin hat, Tiffanys Schwester. Tiffany drängt ihren Vater Jack, etwas gegen Sable zu unternehmen, und um den Familienfrieden wiederherzustellen, will Jack mit Sables Mutter Morgana (Tracy Scoggins) sprechen. Sable prahlt vor Tiffany, das werde nichts nützen, denn Männer könnten Morgana nicht widerstehen, und diese nutze jede Gelegenheit zum Flirten. Und wirklich: Die attraktive Dame zeigt sich ebenso flirt- und sexlustig und manipulativ wie ihre Tochter. Sie verführt Jack und verdreht ihm völlig den Kopf. Er besucht sie mehrere Male, was bei Jennie und Mr. Floppy zu Eifersucht führt (bei Mr. Floppy besonders, weil auch Morgana ein Plüschtier, Mr. Pooch Pants, besitzt). Morgana benutzt Jack, um Dinge in ihrem Appartement reparieren zu lassen, ersetzt ihn aber dann bald durch einen neuen, jüngeren Liebhaber.
- In Folge 123, Lasst uns Schlampen spielen! (Originaltitel: Stupid Spoiled Whore Video Playset), der Serie South Park fordert Mr. Slave Paris Hilton zu einem "Hurenduell" ("Whore-Off") heraus.